# Mark Neveldine
Mark Neveldine (Watertown, 11 de maio de 1973) É um ator, roteirista, produtor de cinema e cineasta estadunidense que fez uma parceria com o seu melhor amigo Brian Taylor.
Fizeram com a parceria Neveldine/Taylor
- Crank - Veneno no Sangue (Crank) (2006)
- Crank 2: Alta Voltagem (Crank: High Voltage) (2009)
- Jogo (Gamer) (2009)
- Ghost Rider: Espírito de Vingança (Ghost Rider: Spirit of Vengeance) (2011)